# Río Ocosito
Río Ocosito är ett vattendrag i Guatemala. Det ligger i den sydvästra delen av landet, 170 km väster om huvudstaden Guatemala City. Río Ocosito ligger vid sjön Laguneta La Colorada.